# Aranyosivánfalva
Aranyosivánfalva, 1911-ig Kákova (románul Cacova Ierii) falu Romániában, Erdélyben, Kolozs megyében, Tordától nyugatra.

## Nevének eredete
A Kákova név szláv eredetű, jelentése 'rákos'. Történeti névalakjai: Ywanfalwa (1426), Jovanfalva (1666), Járai Kákova (1733), Káková Jéri (1829).

## Története
Az itt talált, hallstatt-kori aranylelet a régészek szerint Írország területéről származik. Első említésekor Jára várához tartozó román falu volt.
Lakói egy része 1837-ben görögkatolikus hitre tért, de a következő években sokak közülük visszatértek ortodoxnak. 1849 januárjában heves harcot vívtak itt egymással Simion Balint felkelői és a magyar nemzetőrök és székely határőrök, akik felgyújtották a falu templomát.
1945 után kiváltak belőle Kákovahavas (Muntele Cacovei, ma Járabányához tartozik) és Vádpatak (Valea Vadului) településrészek.

## Népessége
- 1850-ben 986 lakosából 973 volt román és 13 cigány nemzetiségű; 833 ortodox és 153 görögkatolikus vallású.
- 2002-ben 519 lakosából 517 volt román nemzetiségű; 500 ortodox és 11 pünkösdista vallású.

## Látnivalók
- Ortodox, 1910-ig görögkatolikus fatemplomát 1852-ben hozták Nagyoklosról.